# 早稲田大学本庄高等学院
早稲田大学本庄高等学院（わせだだいがくほんじょうこうとうがくいん）は、埼玉県本庄市栗崎に所在する私立高等学校。
早稲田大学との高大一貫教育の体系に位置づけられている。
男子校として設立されたが、2007年度より男女共学になった。

## 概要
早稲田大学の前身東京専門学校の創立100周年を記念して1982年、埼玉県本庄市に開校。都心から離れて立地しており、自宅からの通学が困難な生徒のために、JR本庄駅付近男子寮「早苗寮」（さなえりょう、2012年竣工）、JR本庄早稲田駅付近に女子寮「梓寮」（あずさりょう、2018年竣工）が設置されている。男子校時代は「委託ホーム」と呼ばれる寄宿制度があった。
同じ学校法人早稲田大学直属の附属校として、東京専門学校予科以来の流れを汲む早稲田大学高等学院（男子校）があるが、本校は2007年に共学化している。また、早稲田大学の系属校を含めて、中学校を併設していないのは本校と早稲田渋谷シンガポール校のみである。
浅見山丘陵を含む約86万m2の早稲田大学本庄キャンパスの美しい自然に抱かれるように校舎が立地する。本庄キャンパス内には、本庄高等学院の他、環境・エネルギー研究科（大学院）、リサーチパーク、本庄保存書庫（図書館）がある。上越新幹線本庄早稲田駅はキャンパス北部に位置し、校舎（95号館）・図書館・野球場、ラグビー場、陸上競技場は南部に配される。旧校舎は当時早稲田大学理工学部建築学科教授であった穂積信夫と同研究室が設計した（1986年に第27回BCS賞を受賞）。
国際交流も重視している。開校以来北京大学附属中学とは交流があり、その他世界各国・各地域の学校との国際交流プログラムを実施している。

### 組織
学校法人早稲田大学直属の附属校であり、早稲田大学の一組織（学部・大学院と同等の位置付け）である。卒業後は原則として全員が早稲田大学の各学部に進学できる高大一貫校である。
専任教諭は、早稲田大学の一員として教育研究活動に従事できることが特徴である。他大学の客員教員や非常勤・兼任講師、研究員、早稲田大学の研究所員を兼務している教員も在籍している。教諭の研究活動は最大限に尊重されており、教育の質は教員のこうした研究活動と教育実践の両面に支えられている。
学院生は学部学生と同様に、早稲田大学図書館等の各種施設の利用ができる。また、一部の学部講義科目の先取り履修が可能である。校舎は大学のキャンパスの一部という位置付けから、大学キャンパスの校舎号館（90番台）が付番されている（当学院旧校舎は92号館A～J棟、新校舎は95号館となっている）。これらは早稲田大学高等学院と同様である。

### 校風
校則とは呼ばず、大学のように、学則という。制服や指定された髪型などはない。

### 教育理念
早稲田大学の一員として、早稲田大学建学の精神（教旨）に基く。

「早稲田大学は学問の独立を全うし
学問の活用を効し
模範国民を造就するを以て
建学の本旨と為す
早稲田大学は学問の独立を
本旨と為すを以て
之が自由討究を主とし
常に独創の研鑽に力め以て
世界の学問に裨補せん事を期す
早稲田大学は学問の活用を
本旨と為すを以て
学理を学理として研究すると共に
之を実際に応用するの道を講し以て
時世の進運に資せん事を期す
早稲田大学は模範国民の造就を
本旨と為すを以て
個性を尊重し
身家を発達し
国家社会を利済し
併せて広く世界に活動す可き
人格を養成せん事を期す」

### 通学・寮
上越新幹線本庄早稲田駅が2004年に開業し、これにより都心などから通学しやすくなった。2012年、JR本庄駅前に「早苗寮」が、2018年にはJR本庄早稲田駅付近に女子寮「梓寮」が完成し、自宅が離れて通えない者や帰国生を多く受け入れている。早苗寮が完成するまでは早稲田大学が地元の住民に委託した独自の寄宿施設（委託ホーム）を設けており、かつては全生徒の半数以上が入居していたが、バブル経済の崩壊や本庄早稲田駅の開業により入居者が減少していた。

## 教育
教養教育、研究活動を重視しており、人文科学、社会科学、自然科学に亘る多くの教科目が全生徒必修となっている。スーパーサイエンスハイスクール (SSH) に制度導入時から指定されており、スーパーグローバルハイスクール (SGH) と双方に指定されている高校としては県内唯一である。
3学年次には約1年間を掛けての20,000字以上の卒業論文作成が課せられるという特色を持つ。論題はどのような内容でも構わず、指導教員の下で研究・執筆に取り組む。その成績は学部進学に反映される。

### 進級・進学
厳格に留年基準を定めているため、一定の成績を満たさなかった者や欠席日数が10日を超える者は進級することができない可能性が高まる。そのため、留年率は高い傾向にある。
早稲田大学推薦入学にあたっての学部選択は、3年間の成績と卒業論文の評価、本人の志望により決定される。直系の附属校として、系属校よりも余裕を持った進学定員数が付与されており、概ね7割強～8割の学生が第1志望の学部（学科・専攻・専修）へ進学している。
日本医科大学と「高大接続連携に関する協定」を締結し2022年より2名の医学部推薦枠が設けられている。

### 国際交流
北京大学附属中学、Singapore National Junior College、安養外国語高等学校とは姉妹校となっている。北京大学附属中学とは当学院開校以来、北京市への修学旅行に際して訪問するなど、各種の交流が行われてきた。また、華東師範大学第二附属中学（上海市）との国際交流締結の調印や国立台中第一高級中学（台中市）の来訪が行われるなど、世界各地の学校と交流がある。また、各種の国際交流プログラムが用意されている。

## 部活動
正式には「公認団体」と呼ぶ。大学と同様に部活動も盛んである。運動部では、インターハイや国体などでも活躍するレスリング部（廃部）、スキー部、陸上競技部、硬式テニス部などがある。文化部においては、書道部が2014年書道パフォーマンス甲子園に出場、将棋部が2017年全国高等学校将棋選手権大会で全国制覇をしている。また、部活動には所属せず、個人あるいは有志で各種競技会に参加している者もいる。EMANON（No Nameを逆に綴った）部など他の高校に設置されていない部活動もある。

## 行事
文化祭である稲稜祭（とうりょうさい）が毎年10月末に開催されている。県外からも一般参加者が来る。クライマックスの後夜祭は在校生のみの参加となっている。
体育祭は6月初めに開催される。例年派手な仮装による参加が恒例となっている。その他にも芸術鑑賞会、サマーセミナー・ウィンターセミナー、球技大会、遠足、修学旅行などがある。かつては、ホーム生によるスポーツ・バーベキュー大会などがあった。なお、入試期間に入ると「温習日」という、約1週間の休校日がある。

## 入試
卒業生全員が早稲田大学の各学部へ進学可能であり、さらに生徒寮の設置や本庄早稲田駅の開設により例年国内外から多くの志願者を集めている（一般入試試験は、早稲田大学早稲田キャンパスにて行われる）。また、帰国生入試やα選抜、指定校推薦など多様な方法により入学者の選抜を行っている。共学化以降女子を定員より多く入学させる年が続いている。

## 象徴
制服（1990年代初頭まで）
開校当初は制服が定められ、黒詰襟（冬服）とされていたが、その後、当学院「生徒心得（いわゆる校則に当たるようなもの）」の改正に伴って服装は自由化された。
襟章
スクールカラーである海老茶色（えんじ色）で縁取られたアルファベット「W」をモチーフとし、白地に旧字体で「学院」の黒文字が入るものが制定。黒詰襟の左襟に着用されていた。右襟に着用する徽章についての規定はなく、各部が独自に制定した襟章のほか、生徒が大学等で各自買い求めたものを自由に着用していた。大学各学部・大学院の襟章も同じくアルファベット「W」をモチーフとしたデザインになっている。なお、早大学院ではふち取りが緑色である。
制帽
当初は制帽も定められていたが、基本的に着用は自由であった。その後、上記の服装自由化により、制帽は事実上廃れた。早稲田大学の角帽と違い、丸帽だが顎紐が無いことが特徴。旧制学院生が学徒動員で出征した際に軍帽として利用されたことへの反省から顎紐が外された。
シンボルマーク（早稲田スクェア）
早稲田大学は創立125周年を迎えた2007年を期して、学内外において次代の早稲田アイデンティティーを確立するために、UI (University Identity) システムを導入した。その中心となるロゴマーク「早稲田スクェア」は、大学の角帽をモチーフとした菱形2つを並列する。左側のひし形は早稲田カラーの海老茶色（えんじ色）をベースに大学の校章を白抜きで配した共通デザインとし、右側のひし形に施す文字、図柄、色により各学部・大学院・附属校などを区別する。
校歌
本庄高等学院は学校法人早稲田大学を構成する一組織であるため、校歌も大学と同様に「都の西北」である。

## 交通アクセス
- 本庄早稲田駅（上越新幹線）から徒歩13分

また、以下の駅から本校までスクールバスが出ている。
- 本庄駅 - 高崎線（JR東日本）
- 寄居駅 - 八高線（JR東日本）・秩父鉄道秩父本線・東武東上本線
- 松久駅 - 八高線（JR東日本）

## その他
- 学部生や大学院生等と同様に早稲田大学が提供する各種サービスを利用することができる。
- 成績優秀者や経済的に困窮している者には奨学金が与えられる。
- 設立当初は、学校法人早稲田大学が安く校地を取得するために作られた学校であり、いずれ廃止されるという噂が流れていた。

## 沿革
- 1981年 - 校舎起工式（5月11日）
- 1982年 - 開校（1学年6学級240人男子のみ）
- 1984年 - すべての校舎およびグラウンドなどの施設が竣工
- 2002年 - 文部科学省よりスーパーサイエンスハイスクール (SSH) の指定を受ける
- 2004年 - 当学院旧グラウンドに早稲田大学大学院国際情報通信研究科竣工・開学。上越新幹線本庄早稲田駅開設
- 2007年 - 男女共学化（1学年8学級320人）
- 2012年 - 新校舎と生徒寮が竣工
- 2015年 - 文部科学省よりスーパーグローバルハイスクール (SGH) の指定を受ける
- 2016年 - 女子寮竣工「梓寮」と名付けられる
- 2020年 - 新体育館竣工

## 歴代学院長
第8代までは早稲田大学の学術院（学部）所属の教授（学部長級）が就任していた。
| 代 | 氏名       | 在任期間    | 専攻         | 所属                              | 備考                                                                       |
| -- | ---------- | ----------- | ------------ | --------------------------------- | -------------------------------------------------------------------------- |
| 1  | 神澤惣一郎 | 1987 - 1990 | 哲学         | 第一文学部                        | 早大学生部長                                                               |
| 2  | 大槻宏樹   | 1990 - 1993 | 社会教育     | 教育学部                          | 早大教育総合研究 所長 (2000-2002)                                          |
| 3  | 榎本隆司   | 1993 - 2000 | 国文学       | 教育学部                          |                                                                            |
| 4  | 山下元     | 2000 - 2003 | ファジィ集合 | 政治経済学部                      |                                                                            |
| 5  | 河合素直   | 2003 - 2004 | 制御工学     | 理工学術院                        | 早大理工学術院 副学術院長、基幹理工学部長兼基幹理工学研究科長（2004-現在） |
| 6  | 尾崎肇     | 2004 - 2008 | 電気工学     | 理工学術院                        | 早大理工学研究科 委員長 (1996-2002)、文部省学術審議会専門委員 (1989-1991)  |
| 7  | 山崎芳男   | 2008 - 2012 | 音響工学     | 理工学術院                        |                                                                            |
| 8  | 兼築信行   | 2012 - 2014 | 日本古典文学 | 文学学術院                        |                                                                            |
| 9  | 吉田茂     | 2014 - 2018 |              | 本庄高等学院/教育・総合科学学術院 | 『高校国語』（東京書籍）編集委員                                           |
| 10 | 半田亨     | 2018 -      |              | 本庄高等学院/教育総合研究所       |                                                                            |

## 著名な卒業生
- 手塚仁雄 - 衆議院議員、政治家（1期生）
- 中川貴元 - 衆議院議員、政治家（1期生）
- 吉田信解 - 本庄市長（2期生）
- 植本純米 - 俳優、インタビュアー（2期生）
- 吉田行地 - 指揮者、中部フィルハーモニー交響楽団専属指揮者（3期生）
- 富永朋信 -プロフェッショナルマーケター（3期生）
- 広瀬巌 - 哲学者（4期生）
- 佐藤恒治 - トヨタ自動車株式会社社長（4期生）
- 饗庭伸 - 工学者、東京都立大学都市環境学部教授（5期生）
- 初田啓介 - TBSテレビアナウンサー（5期生）
- 宅間孝行 - 俳優、脚本家、映画監督（5期生）
- 福永俊介 - アナウンサー（5期生）
- 永井伸一 - アナウンサー（5期生）
- 田中智之 - 熊本大学大学院先端科学研究部教授（6期生）
- 山中竹春 - 横浜市長（7期生）
- 河口正史 - 元アメリカンフットボール選手（7期生）（中退）
- 松田巌 - 物理学者、東京大学物性研究所教授（8期生）
- 安岡優 - ミュージシャン（9期生）
- 田中充 - ジャズトランペッター（9期生）
- 井手大介 - DJ、モデル（10期生）
- 今村哲也 - 法学者、明治大学情報コミュニケーション学部教授（11期生）
- 井川楊枝 - ライター、脚本家、映画監督、イベントプロデューサー（11期生）
- 荒井健一 - 歌手、RAG FAIR（13期生）
- 光嶋裕介 - 建築家、首都大学東京都市環境学部助教、神戸大学客員准教授（14期生）
- 宮下匠規 - 音楽プロデューサー、中国語通訳（14期生）
- 松崎博保 - プロボクサー（17期生）
- 小林正弥 - ビジネス教育者（18期生）
- 門脇翔平 - 葛飾区議会議員、政治家（19期生）
- 仲俣汐里 - 元アイドル（AKB48）（27期生）
- 服部優陽 - 関西テレビアナウンサー（28期生）
- アンゴラ村長 - お笑い芸人（にゃんこスター）（29期生）
- 市來玲奈 - 日本テレビアナウンサー、元乃木坂46メンバー（30期生）
- 小川知也 - 鳩山町長（31期生）
- 小林玄葵 - ニッポン放送、元信越放送アナウンサー（35期生）
- 小林香菜 - 陸上競技選手（36期生）
- 江藤隆之 - 桃山学院大学法学部教授

## ギャラリー

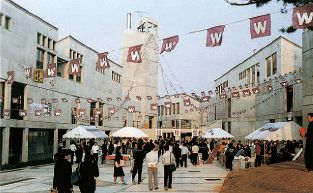
稲稜祭（1990年当時）
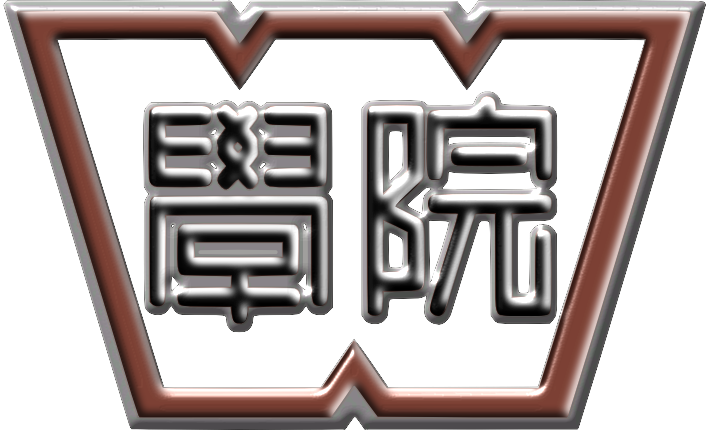
襟章（1990年当時）
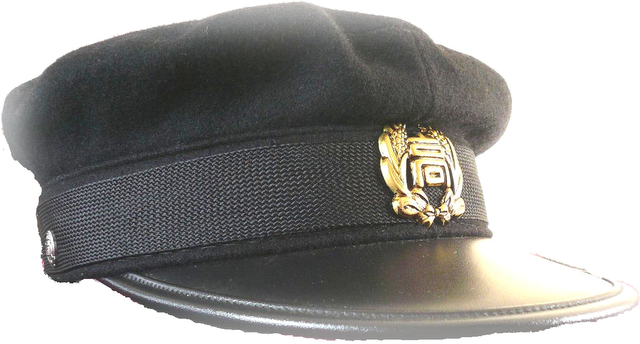
制帽（1990年当時）
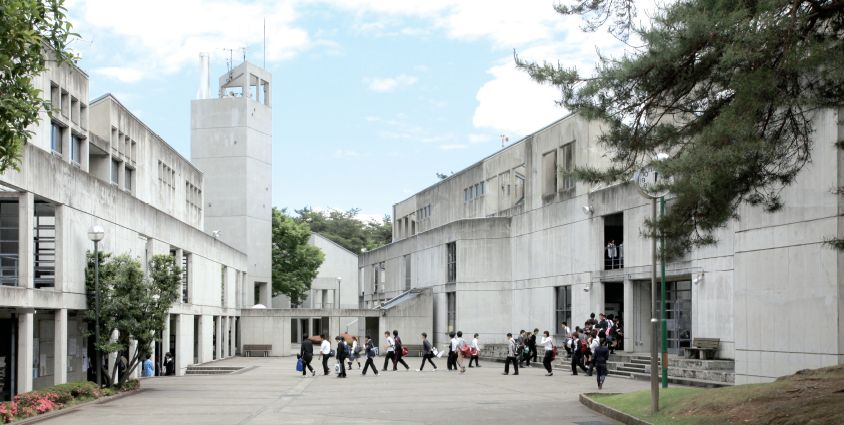
旧校舎（92号館）
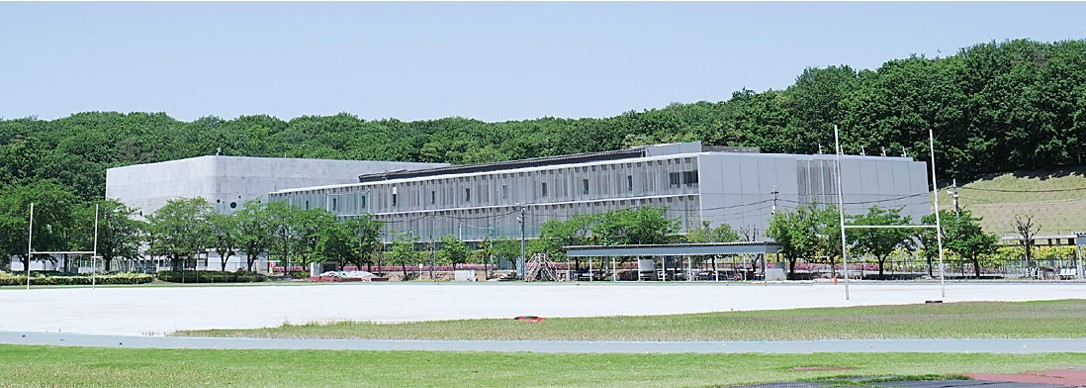
新校舎（95号館）